# Julia Jacklin
Julia Jacklin (nascida em 30 de agosto de 1990) é uma cantora e compositora de Blue Mountains, Austrália. Seu estilo musical é descrito como indie pop, indie folk e country alternativo. Jacklin lançou três álbuns de estúdio, Don't Let the Kids Win (2016), Crushing (2019) e Pre Pleasure (2022). Jacklin também integra a banda Phantastic Ferniture, com quem lançou o single de estreia "Fuckin 'n' Rollin" e um álbum de mesmo nome em 2018, junto com outros singles subsequentes.

## Biografia
Jacklin cresceu em Blue Mountains, Austrália em uma família de professores. Inspirada por Britney Spears, aos 10 anos de idade ela teve aulas de canto clássico antes de se juntar a uma banda do colégio que fazia covers de Avril Lavigne e Evanescence. Ela estudou política social na Universidade de Sydney e depois de se formar, morou em uma garagem em Glebe, um subúrbio de Sydney onde trabalhou em uma fábrica de óleos essenciais. Durante sua adolescência, Jacklin não conhecia ninguém que fosse músico em tempo integral e sua família não entendia o que significava ser músico: “Eles realmente não viam isso como algo que daria certo, de jeito nenhum”, disse Jacklin em entrevista ao Sound of Boston. No início de sua carreira, ela se apresentava na região onde morava e formou a banda Salta junto com Liz Hughes em 2012 onde de fato iniciou sua carreira na música. Jacklin atualmente mora em Melbourne.

## Carreira

### 2014:Phantastic Ferniture
Em 2014, Julia Jacklin formou um grupo de indie rock e garage batizado de Phantastic Ferniture junto com os membros Elizabeth Hughes (guitarra) e Ryan K Brennan (bateria). Ainda que nos anos seguintes ela seguisse em carreira solo, onde conseguiu projeção internacional, a banda Phantastic Ferniture continuou em paralelo e em maio de 2018, lançou seu single de estreia "Fuckin 'n' Rollin", acompanhado de um videoclipe dirigido por Nick McKinlay. Em julho do mesmo ano, a banda lançou seu álbum com o mesmo título, produzido pelo baterista Ryan K Brennan. O álbum contou com os singles subsequentes "Gap Year", "Bad Timing" e "Dark Corner Dance Floor".

### 2016:Don't Let the Kids Win

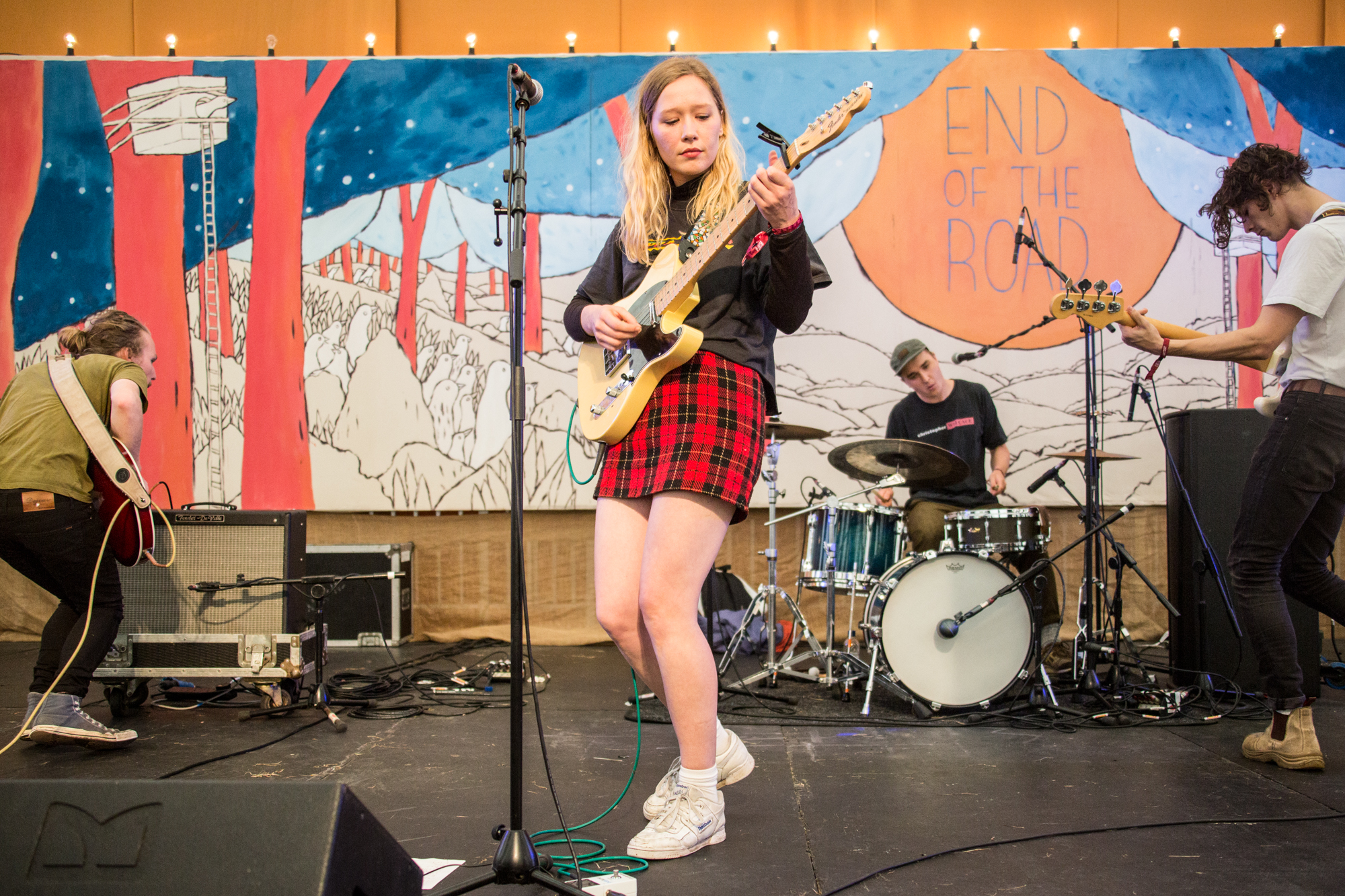
Jacklin e sua banda se apresentando no Festival End of the Road em 2016.

Em carreira solo, Julia Jacklin ganhou audiência e aclamação significativa da crítica por meio de seus dois primeiros singles "Pool Party" e "Coming of Age", sendo reproduzidas na BBC Radio 6 Music. A partir de março de 2016, fez extensas turnês nos Estados Unidos, Reino Unido, Europa e Austrália, aparecendo em vários festivais (principalmente End of the Road Festival, Electric Picnic e South by Southwest). Ela foi atração principal e também apoiou artistas como First Aid Kit, Whitney, Marlon Williams e Okkervil River. Em 2016, a revista Rolling Stone da Australia apontou Jacklin como uma de suas artistas "Future Is Now" (lista de artistas contemporâneas de relevância), e a Triple J a indicou para um J Award de Artista Desenterrado do Ano. Até agosto de 2016, Julia Jacklin não atuava como uma musicista em tempo integral, quando ela realmente começou a fazer turnês e percebeu que não conseguiria mais administrar seu trabalho regular.
Seu primeiro álbum de estúdio, Don't Let The Kids Win, foi lançado em outubro de 2016 pela Transgressive Records. O periódico The Guardian o descreveu como "um daqueles álbuns que lentamente se infiltrará no coração de um grande número de pessoas", enquanto a Rolling Stone Australia achou suas canções "simples e sem adornos". Na época, Jacklin trabalhou em uma fábrica de óleos essenciais para economizar dinheiro para gravar com o produtor Ben Edwards, inspirado pelo álbum de estreia de Aldous Harding. O álbum foi gravado e produzido em Lyttelton, Nova Zelândia durante um período de três semanas. Participaram Eddie Boyd (guitarra), Tom Stephens (bateria, baixo), Mitchell Lloyd (baixo) e Joe McCallum (bateria).
No início de 2016, Julia Jacklin lançou seu single "Pool Party" de forma independente e se tornou um dos artistas de destaque no SXSW no mesmo ano, recebendo ótimas críticas de publicações como The New York Times, Vogue, Brooklyn Vegan e NME. No backstage do SXSW, ela assinou com a Transgressive Records, Polyvinyl Record Co. e Liberation Music e se apresentou no The Great Escape Festival no Reino Unido. Após o lançamento do álbum, ela se apresentou em grandes festivais, incluindo Glastonbury Festival, Latitude Festival, Newport Folk Festival, Splendor in the Grass e Falls Festival.
Em janeiro de 2017, Julia Jacklin foi nomeada "Next Big Thing" no FBi Radio SMAC Awards de 2016, antes de embarcar em outra extensa turnê pela Europa. Ela recebeu várias indicações a prêmios, incluindo ARIA Charts na categoria Artista Feminina do Ano, J Award de Álbum do Ano, bem como APRA Music Awards de Canção do Ano de 2017 por seu single "Pool Party".

### 2017: "Eastwick" / "Cold Caller"
Em setembro de 2017, Julia Jacklin lançou um single de 7" com duas canções, mais uma vez gravado com o produtor Ben Edwards em Lyttelton, Nova Zelândia. Em turnê de divulgação do single, Jacklin foi a atração principal do Shepherd's Bush Empire em Londres, além de shows esgotados em Los Angeles, Nova York, Toronto, Melbourne, Sydney e cidades em todo o Reino Unido.

### 2018–2020:Crushing

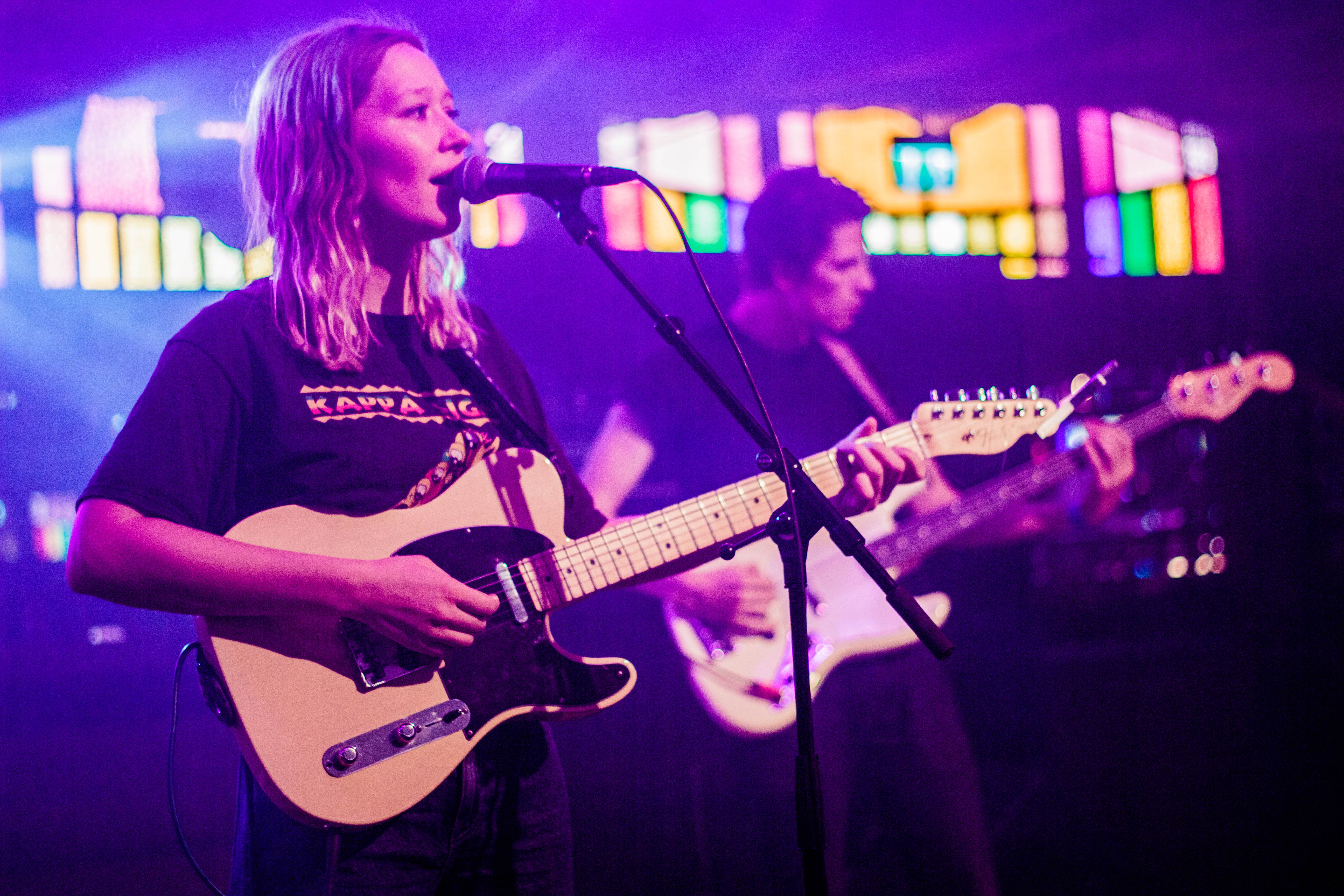
Julia Jacklin no Festival Haldern Pop de 2017.

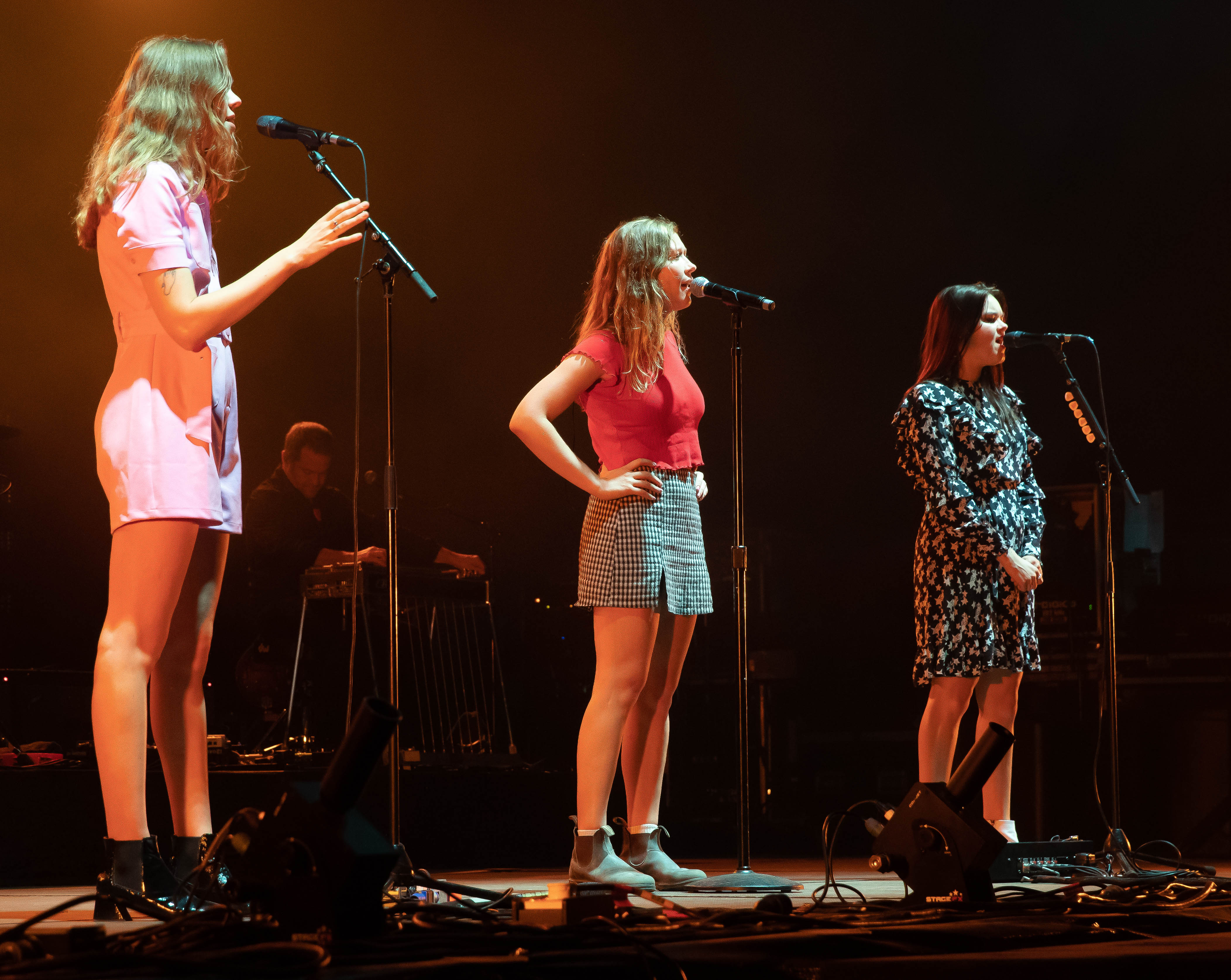
Julia Jacklin com a banda First Aid Kit no Falls Festival em 2019 na Austrália.

Em março de 2018, Jacklin confirmou via mídia social que havia concluído seu segundo álbum. O álbum foi gravado com o produtor Burke Reid (Courtney Barnett, The Drones) e conta com Blain Cunneen (guitarra), Dominic Rizzo (piano), Clayton Allen (bateria), Harry Fuller (baixo) e Georgia Mulligan (backing vocals). Os singles lançados antes do lançamento do álbum incluíam "Body", "Head Alone", "Pressure To Party" e "Comfort". Crushing foi lançado em fevereiro de 2019 e foi recebido calorosamente pelos críticos com uma pontuação média de 85 no Metacritic, com base em 26 análises de publicações convencionais. Em face do lançamento de Crushing, Jacklin alcançou o 4º lugar na lista da revista Happy Mag de "As 15 artistas femininas australianas que estão mudando o jogo na atualidade".
Jacklin afirmou que a música "Head Alone" foi escrita sobre limites pessoais, contrastando com a invasão de seu espaço pessoal e físico durante as turnês do álbum e outros relacionamento. A turnê de divulgação Crushing incluiu apresentações em festivais como o Shaky Knees Music Festival, Latitude Festival e Forecastle Festival, bem como shows esgotados na maior parte de sua turnê mundial. Em outubro de 2020, Julia Jacklin lançou um single de 7" para a Sub Pop Singles Club contendo duas novas canções, "To Perth, Before the Border Closes" e "Cry".

### 2022–presente:Pre Pleasure
Em 10 de maio de 2022, Jacklin anunciou seu álbum Pre Pleasure com data de lançamento em 26 de agosto pelo selo Polyvinyl. Ela acompanhou o anúncio do álbum com o lançamento de seu single "Lydia Wears a Cross". O álbum foi lançado em agosto de 2022 e alcançou excelente aclamação do público e da crítica, atingindo 84 de pontuação do Metacritic. Segundo a Pitchfork, "as canções de rock empáticas e discretas da compositora australiana percorrem uma litania de relacionamentos e crenças, buscando um equilíbrio entre pensar sobre a vida e realmente vivê-la".

## Estilo musical e visual
A Allmusic descreve sua música como uma "mistura de indie, dream pop e country alternativo confessional", enquanto a própria Jacklin cita como influências Doris Day, The Andrews Sisters, Björk e Billy Bragg. Ela também menciona Fiona Apple e Leonard Cohen pessoas importantes na sua carreira. Em entrevista ao Sound of Boston, Jacklin observa que seu estilo de videoclipe é inspirado por Lars Tunbjörk, um fotógrafo sueco que capturou os momentos mundanos e absurdos da vida moderna. Jacklin codirigiu em todos os seus videoclipes até o momento. Em fevereiro de 2019, Stella Donnelly lançou um videoclipe para seu single "Tricks", no qual Jacklin codirigiu com o colaborador de longa data Nick McKinlay.

## Discografia

### Álbuns de estúdio
- Don't Let the Kids Win - (7 de outubro de 2016) (Transgressive, Polyvinyl, Liberation)
- Crushing - (22 de fevereiro de 2019) (Transgressive, Polyvinyl, Liberation)
- Pre Pleasure - (26 de agosto de 2022) (Transgressive, Polyvinyl, Liberation